# Bryomyces caudatus
Bryomyces caudatus är en svampart som beskrevs av Döbbeler 1978. Bryomyces caudatus ingår i släktet Bryomyces och familjen Pseudoperisporiaceae.   Inga underarter finns listade i Catalogue of Life.